# ルイジ・デルネーリ
ルイジ・デルネーリ（Luigi Delneri, 1950年8月23日－）は、イタリア・ウーディネ県アクイレイア出身の元サッカー選手、現サッカー指導者。現役時代のポジションはMF。ニックネームは、ジジ（Gigi）。

## 経歴
選手時代は主にミッドフィールダー（MF）でプレーし、イタリア国内のクラブでプレーを続けていた。
現役引退後は直ぐに指導者の道へ進んだ。イタリアでは「昇格のスペシャリスト」とも呼ばれ、数々のクラブを上のカテゴリに導いた。転機は2000年から率いていたキエーヴォが2002年に昇格すると上位チームを相手にも善戦しユーヴェ、ローマ、インテル、ミランに次ぐ5位に入る快進撃でこの年オスカル・デル・カルチョの監督賞も受賞した。ポルト以外は全てイタリアのクラブで指揮を執っている。
2009年に就任したサンプドリアでは、ローマ時代に対立したアントニオ・カッサーノと再会。ここではカッサーノの個性を活かすことに成功し、チームは1992年以来となるUEFAチャンピオンズリーグへの出場権を獲得。2010-11シーズンからユヴェントスの監督に就任することとなったが、成績不振を理由に1年でチームを去った。2015年12月1日、セリエAで最下位に沈むエラス・ヴェローナと6月までの契約を結び指揮官に就任した。翌年10月3日、成績不振によりステファノ・コラントゥオーノが解任されたウディネーゼと1年の延長オプション付きでシーズン終了までの契約を交わした。しかし2017年11月21日、ウディネーゼを解任された。

## 監督成績
2020年10月6日現在
| クラブ                 | 国             | 就任           | 退任           | 記録 | 記録 | 記録 | 記録 | 記録  | 記録 | 記録 | 記録   |
| クラブ                 | 国             | 就任           | 退任           | 試   | 勝   | 分   | 敗   | 得    | 失   | 差   | 勝率   |
| ---------------------- | -------------- | -------------- | -------------- | ---- | ---- | ---- | ---- | ----- | ---- | ---- | ------ |
| テーラモ               | イタリアの旗   | 1990年6月10日  | 1991年6月12日  | 40   | 16   | 16   | 8    | 38    | 22   | +16  | 040.00 |
| ラヴェンナ             | イタリアの旗   | 1991年6月12日  | 1992年6月30日  | 46   | 21   | 19   | 6    | 57    | 36   | +21  | 045.65 |
| ノヴァーラ             | イタリアの旗   | 1992年6月30日  | 1994年6月20日  | 74   | 27   | 31   | 16   | 80    | 57   | +23  | 036.49 |
| ノチェリーナ           | イタリアの旗   | 1994年10月24日 | 1996年6月18日  | 68   | 31   | 26   | 11   | 70    | 34   | +36  | 045.59 |
| テルナーナ             | イタリアの旗   | 1996年6月18日  | 1998年6月30日  | 83   | 43   | 29   | 11   | 98    | 56   | +42  | 051.81 |
| エンポリ               | イタリアの旗   | 1998年7月1日   | 1998年8月17日  | 0    | 0    | 0    | 0    | 0     | 0    | +0   | —      |
| テルナーナ             | イタリアの旗   | 1998年11月6日  | 1999年1月26日  | 9    | 0    | 5    | 4    | 6     | 12   | −6   | 000.00 |
| キエーヴォ・ヴェローナ | イタリアの旗   | 2000年6月14日  | 2004年6月4日   | 154  | 65   | 48   | 41   | 213   | 182  | +31  | 042.21 |
| ポルト                 | ポルトガルの旗 | 2004年6月4日   | 2004年8月7日   | 0    | 0    | 0    | 0    | 0     | 0    | +0   | —      |
| ローマ                 | イタリアの旗   | 2004年9月29日  | 2005年3月14日  | 31   | 11   | 8    | 12   | 48    | 46   | +2   | 035.48 |
| パレルモ               | イタリアの旗   | 2005年5月31日  | 2006年1月29日  | 31   | 11   | 11   | 9    | 47    | 43   | +4   | 035.48 |
| キエーヴォ・ヴェローナ | イタリアの旗   | 2006年10月16日 | 2007年6月11日  | 36   | 9    | 13   | 14   | 37    | 44   | −7   | 025.00 |
| アタランタ             | イタリアの旗   | 2007年6月11日  | 2009年6月1日   | 79   | 26   | 20   | 33   | 100   | 109  | −9   | 032.91 |
| サンプドリア           | イタリアの旗   | 2009年6月1日   | 2010年5月17日  | 40   | 20   | 10   | 10   | 56    | 45   | +11  | 050.00 |
| ユヴェントス           | イタリアの旗   | 2010年5月19日  | 2011年5月23日  | 50   | 20   | 19   | 11   | 72    | 57   | +15  | 040.00 |
| ジェノア               | イタリアの旗   | 2012年10月22日 | 2013年1月20日  | 13   | 2    | 2    | 9    | 11    | 22   | −11  | 015.38 |
| エラス・ヴェローナ     | イタリアの旗   | 2015年12月1日  | 2016年1月20日  | 26   | 6    | 7    | 13   | 25    | 42   | −17  | 023.08 |
| ウディネーゼ           | イタリアの旗   | 2016年10月4日  | 2017年11月21日 | 44   | 15   | 8    | 21   | 62    | 69   | −7   | 034.09 |
| ブレシア               | イタリアの旗   | 2020年9月4日   | 2020年10月6日  | 3    | 1    | 1    | 1    | 4     | 4    | +0   | 033.33 |
| 合計                   | 合計           | 合計           | 合計           | 827  | 324  | 273  | 230  | 1,024 | 880  | +144 | 039.18 |

## タイトル

### 現役時代
ウディネーゼ
- セリエB : 1978-79

ヴィチェンツァ
- コッパ・イタリア・セリエC : 1981-82

### 指導者時代
ラヴェンナ
- セリエC2 : 1991-92（ジローネA）

ノチェリーナ
- セリエC2 : 1994-95（ジローネC）

テルナーナ
- セリエC2 : 1996-97（ジローネB）

### 個人
- オスカル・デル・カルチョ : 2001-02
- パンキーナ・ドーロ（イタリア語版） : 2001-02